# Чеслава Квока
Чеслава Квока (пољ. Czesława Kwoka; 15. август 1928 — 12. март 1943) била је пољска девојчица католичке вероисповести, која је убијена у концентрационом логору Аушвиц са непуних 15 година. Била је једна од хиљада малолетних жртава ратних злочина које су нацистичке власти починиле над етничким Пољацима у Немачком окупираној Пољској током Другог светског рата. Њена судбина је овековечена у поставци Државног музеја Аушвиц-Биркенау под називом Блок бр. 6: Изложба — Живот затвореника.
Фотографије Чеславе Квоке и других затвореника, које је у периоду од 1940. до 1945. године начинио такозвани „фотограф Аушвица“ Вилхелм Брасе, изложене су у фотографској меморијалној збирци Музеја. О тим фотографијама Брасе говори и у документарном филму Portrecistaиз 2005. године, посвећеном његовом животу и раду.

## Биографија
Чеслава Квока је рођена у селу Вулка Злојецка у Пољској, у римокатоличкој породици. Њени родитељи били су Катаржина (девојачко Матвејчук) и Павел.
Заједно са мајком Катаржином (затворенички број 26946), Чеслава Квока (затворенички број 26947) депортована је из свог села и пребачена из логора у Замошћу, унутар Генералне губерније, у концентрациони логор Аушвиц 13. децембра 1942. године. Депортација је извршена у оквиру акције Замошћ, започете у новембру исте године, чији је циљ био стварање Лебенсраума (животног простора) за Немце у источној Европи.
Квока је била једна од „приближно 230.000 деце и младих млађих од осамнаест година“ међу 1.300.000 људи депортованих у Аушвиц од 1940. до 1945. године. Већина те деце „стигла је у логор заједно са својим породицама у оквиру различитих нацистичких операција усмерених против читавих етничких или друштвених група“. Од све те деце и младих, „само нешто више од 20.000 ... укључујући 11.000 Рома, евидентирано је у логорским књигама. До ослобођења [1945. године] преживело је највише 650 њих“.

### Смрт
Чеслава Квока је убијена 12. марта 1943. године, мање од месец дана након смрти своје мајке, која је преминула 18. фебруара. Имала је само 14 година. Околности њене смрти нису забележене. Смртовница издата 23. марта лажно наводи да је преминула од кахексије услед цревног катара. Међутим, извештаји указују да је стварни узрок смрти била инјекција фенола директно у срце.

## Фотографије Чеславе Квоке
По доласку у Аушвиц, Чеслава Квока је фотографисана за евиденцију Трећег рајха у концентрационом логору. Идентификована је као једна од приближно 40.000 до 50.000 затвореника који су под принудом фотографисани у Аушвиц-Биркенауу, а фотографије је начинио Вилхелм Брасе, млади пољски затвореник у двадесетим годинама (затворенички број 3444). Брасе је пре немачке инвазије на Пољску 1939. године, којом је отпочео Други светски рат, био обучен као портретни фотограф у фото-студију своје тетке. По доласку у логор, он и други затвореници су, под претњом, били приморани да фотографишу новопридошле затворенике по наређењу нацистичких власти.
Фотографије су снимане у три позе: спреда и из профила са обе стране. Иако су добили наређење да униште све снимљене фотографије и негативе, Брасе је после рата постао познат по томе што је помогао да се део тог материјала сачува од заборава. О фотографијама Чеславе Квоке посебно је говорио у пољском документарном филму Portrecista, који је посвећен његовом животу и искуству у Аушвицу.

## Завештање

### Меморијалне изложбе
Иако је већина фотографија затвореника Аушвица, како жртава, тако и преживелих, изгубљена, неке су сачуване и данас чине део меморијалних поставки у Државном музеју Аушвиц-Биркенау и у Јад Вашему, званичном меморијалном центру Израела посвећеном јеврејским жртвама Холокауста. Међу њима су и фотографије Чеславе Квоке.
Описи уз фотографије у архиви и изложбама Државног музеја Аушвиц-Биркенау састављени су од стране Изложбеног одељења на основу логорских евиденција и других докумената који су заплењени приликом ослобођења логора 1945. године и касније архивирани. Ови описи, приложени уз фотографије сачуване или реконструисане из негатива које су спасили Вилхелм Брасе и његов сарадник из фотолабораторије Бронислав Јуречек, садрже податке о имену затвореника, логорском броју, датуму и месту рођења, датуму и узрасту у тренутку смрти (ако је примењиво), националној или етничкој припадности, вероисповести и датуму доласка у логор.
Неке од фотографија које се приписују Брасеу, укључујући и чувену „идентификациону фотографију“ Чеславе Квоке у три позе, налазе се у сталној изложбеној поставци „Блок бр. 6: Изложба — Живот затвореника“, која је први пут представљена 1955. године. Лик Чеславе Квоке представљен је и на званичном веб-сајту музеја, у неким објављеним албумима и каталозима, као и у документарном филму Portrecista.
Фотомурал са Квокиним „идентификационим фотографијама“ изложен је на зиду у сталној унутрашњој изложби „Живот затвореника“ у Блоку бр. 6 Државног музеја Аушвиц-Биркенау, и забележен је на фотографији Ришарда Домасика, која је, у измењеној верзији без Квокиних фотографија, објављена на званичном сајту музеја.

### Уметност
У намери да „доведу лик и глас Чеславе у наше животе“, Тереза Едвардс и Лори Шрајнер  створиле су Слику Чеславеу Квоке, заједничко уметничко дело у мешовитим техникама инспирисано Брасеовим фотографијама, као спомен на децу жртве Холокауста.
Поводом 75. годишњице њене смрти, бразилска уметница Марина Амарал објавила је колорисану верзију њених фотографија.